# 1842 en Italie
Chronologie de l'Italie
- 1838
- 1839
- 1840
- 1841
- 1842
- 1843
- 1844
- 1845
- 1846

## Événements
- 20 janvier : Alphonse Ratisbonne se convertit au catholicisme après l'Apparition de Notre-Dame de Rome[1].
- 12 avril : le prince héritier du Piémont, Victor-Emmanuel, épouse Marie-Adélaïde de Habsbourg-Lorraine[2].

## Culture

### Littérature

#### Livres parus en 1842
- Les Fiancés (en italien I promessi sposi), roman historique d'Alessandro Manzoni, est publié dans sa version définitive.

### Musique

#### Opéras créés en 1842
- 9 mars : Nabucco, opéra de Verdi, est créé à la Scala de Milan.
- 19 mai : Linda di Chamounix, opéra de Gaetano Donizetti, créé à Vienne au Kärntnertortheater.

## Beaux-Arts
- 23 juin : inauguration du Pont des sirènettes (Ponte Delle Sirenette) au Parco Sempione, à Milan.

## Naissance en 1842
- 25 mars : Antonio Fogazzaro, poète et écrivain, auteur de Piccolo mondo antico (Petit monde d'autrefois) (1895), considéré comme un classique de la littérature italienne et traduit dans de multiples langues. († 7 mars 1911)
- 27 octobre : Giovanni Giolitti, homme politique, Président du Conseil à cinq reprises entre 1892 et 1921. († 17 juillet 1928)

## Décès en 1842
- 18 décembre : Giuseppe Nicolini, 80 ans, compositeur de la période classique, auteur d'au moins quarante-cinq opéras ayant connu à l'époque un très grand succès, professeur de musique, et à partir de 1819, maître de chapelle à Plaisance, où il a surtout écrit de la musique religieuse. (° 29 janvier 1762)